# Municipio de Mount Pleasant (condado de Cass)
El municipio de Mount Pleasant (en inglés: Mount Pleasant Township) es un municipio ubicado en el condado de Cass en el estado estadounidense de Misuri. En el año 2010 tenía una población de 20426 habitantes y una densidad poblacional de 254,77 personas por km².

## Geografía
El municipio de Mount Pleasant se encuentra ubicado en las coordenadas 38°47′37″N 94°33′38″O / 38.79361, -94.56056. Según la Oficina del Censo de los Estados Unidos, el municipio tiene una superficie total de 80.17 km², de la cual 79.46 km² corresponden a tierra firme y (0.89%) 0.71 km² es agua.

## Demografía
Según el censo de 2010, había 20426 personas residiendo en el municipio de Mount Pleasant. La densidad de población era de 254,77 hab./km². De los 20426 habitantes, el municipio de Mount Pleasant estaba compuesto por el 86.43% blancos, el 5.1% eran afroamericanos, el 0.58% eran amerindios, el 0.76% eran asiáticos, el 0.11% eran isleños del Pacífico, el 4% eran de otras razas y el 3.02% pertenecían a dos o más razas. Del total de la población el 8.45% eran hispanos o latinos de cualquier raza.